# Страффан

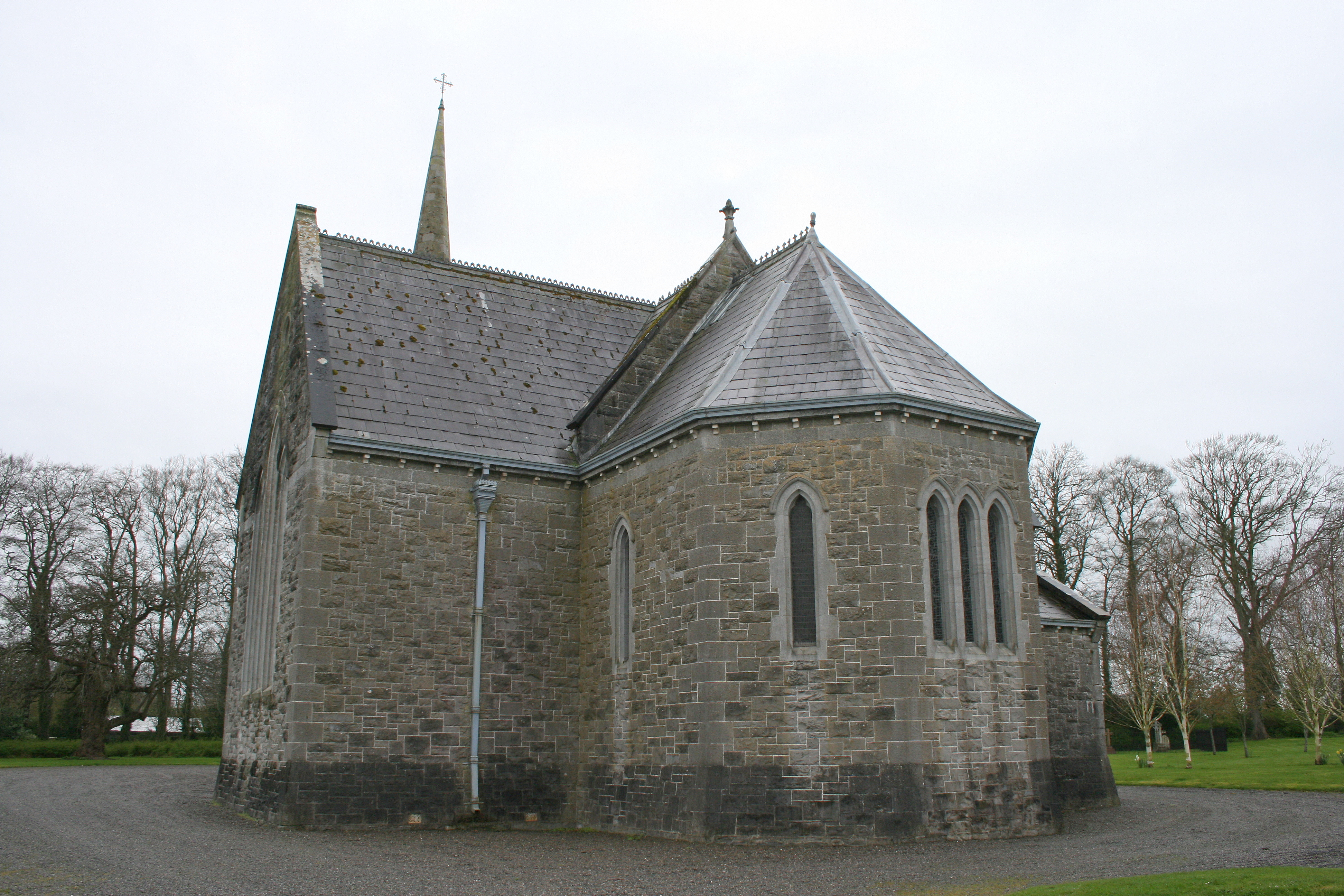
Местная церковь

Страффан (англ. Straffan; ирл. Teach Srafáin) — деревня в Ирландии, находится в графстве Килдэр (провинция Ленстер).
Местная железнодорожная станция была открыта 1 августа 1848 года и закрыта 10 ноября 1947 года.

## Демография
Население — 439 человек (по переписи 2006 года). В 2002 году население составляло 332 человек.
Данные переписи 2006 года:
| Общие демографические показатели |               |                               |                               |      |      |
| Всё население                    | Всё население | Изменения населения 2002—2006 | Изменения населения 2002—2006 | 2006 | 2006 |
| 2002                             | 2006          | чел.                          | %                             | муж. | жен. |
| 332                              | 439           | 107                           | 32,2                          | 231  | 208  |